# Nicolai Theilinger
Nicolai Theilinger (* 9. Februar 1992 in Köngen) ist ein deutscher Handballspieler. Der Linkshänder spielt seit 2023 beim TBV Lemgo Lippe in der ersten Bundesliga.

## Karriere

### Jugend
Nicolai Theilinger wuchs in Baden-Württemberg in der Gemeinde Köngen auf. Dort besuchte er die Realschule Burgschule Köngen. Die Liebe zum Handball entdeckte er bei den Minis des EK-Köngen. Ebenso fand er seine Passion für die Leichtathletik beim TSV Köngen. Dieser ging er bis zu seinem 14. Lebensjahr nach. Parallel wechselte er in der E-Jugend auch im Handball zum TSV Köngen. Hier spielte er bis zur B-Jugend. In der B-Jugend wechselte er dann zum VfL Pfullingen. Unter der Leitung von Alexander Job wurde die junge Mannschaft süddeutscher Meister und später in der A-Jugend zweimal süddeutscher Vizemeister.

### Jugendnationalmannschaft
Auch in der Jugend-Nationalmannschaft war Theilinger ein gefragter Spieler. Unter der Leitung von Christian Schwarzer (DHB-Jugendkoordinator) und Heiko Karrer (DHB-Trainer) wurde der Victors Cup gewonnen, sowie unter anderem gegen Dänemark gespielt. Zudem wurde ein Turnier in Frankreich gespielt, bei dem er mit 11 Toren bester deutscher Schütze war. Bei einer Reise nach Ägypten standen drei Begegnungen gegen die ägyptische Nationalmannschaft auf dem Programm. Insgesamt warf Nicolai in 22 Länderspielen 56 Tore.

### Aktive Zeit
Theilinger stand in seinem ersten Profijahr beim VfL Pfullingen unter Vertrag und durfte durch ein Zweitspielrecht beim Zweitligisten TV 1893 Neuhausen zusätzliche Erfahrungen sammeln. Mit dessen Aufstieg in die Bundesliga wechselte er komplett nach Neuhausen. Es erfolgte bereits ein Jahr später wieder der Abstieg in die 2. Bundesliga. Im darauffolgenden Winter wechselte er zur Saisonhalbzeit zum damaligen Bundesligisten HC Erlangen. Dieser stieg jedoch in einem spannenden Endkampf der Saison unglücklich ab. Nach einem weiteren Jahr in der 2. Bundesliga erfolgte der sofortige Wiederaufstieg ins Oberhaus des deutschen Handballs, wo man sich im gesicherten Mittelfeld nach Saisonabschluss wiederfand. Zur Saison 2019/20 wechselte er zum Ligakonkurrenten Frisch Auf Göppingen. Im Sommer 2021 wechselte er zum HSV Hamburg, wo sein Vertrag nicht über 2023 hinaus verlängert wird. Seitdem läuft er für den TBV Lemgo auf.

### A-Nationalmannschaft
Im März 2017 erfolgte durch Nationaltrainer Christian Prokop die Nominierung für den A-Kader der deutschen Nationalmannschaft. In den beiden Spielen warf er drei Tore gegen Schweden.

## Vereine

### Ligavereine Jugend
| Saison  | Jugend   | Verein         |
| ------- | -------- | -------------- |
| 2002/03 | E-Jugend | TSV Köngen     |
| 2003/04 | E-Jugend | TSV Köngen     |
| 2004/05 | D-Jugend | TSV Köngen     |
| 2005/06 | D-Jugend | TSV Köngen     |
| 2006/07 | C-Jugend | TSV Köngen     |
| 2007/08 | C-Jugend | TSV Köngen     |
| 2008/09 | B-Jugend | VfL Pfullingen |
| 2009/10 | A-Jugend | VfL Pfullingen |
| 2010/11 | A-Jugend | VfL Pfullingen |

### Ligavereine Aktive
| Saison       | Verein                       | Spielklasse   | Einsätze | Feldtore | Platzierung |
| ------------ | ---------------------------- | ------------- | -------- | -------- | ----------- |
| 2010/11      | VfL Pfullingen               | BWOL          | 27       | 106      | 7. Platz    |
| 2011/12      | VfL Pfullingen               | BWOL          | 27       | 109      | 3. Platz    |
| 2011/12      | TV Neuhausen (2. Spielrecht) | 2. Bundesliga | 9        | 9        | 3. Platz    |
| 2012/13      | TV Neuhausen                 | 1. Bundesliga | 34       | 80       | 17. Platz   |
| 2013/14      | TV Neuhausen                 | 2. Bundesliga | 34       | 66       | 7. Platz    |
| 2014/15      | TV Neuhausen                 | 2. Bundesliga | 23       | 93       |             |
| Ab Feb. 2015 | HC Erlangen                  | 1. Bundesliga | 13       | 39       | 18. Platz   |
| 2015/16      | HC Erlangen                  | 2. Bundesliga | 40       | 161      | 1. Platz    |
| 2016/17      | HC Erlangen                  | 1. Bundesliga | 32       | 107      | 9. Platz    |
| 2017/18      | HC Erlangen                  | 1. Bundesliga | 17       | 38       | 13. Platz   |
| 2018/19      | HC Erlangen                  | 1. Bundesliga | 17       | 15       | 9. Platz    |
| 2019/20      | Frisch auf Göppingen         | 1. Bundesliga | 26       | 50       | 11. Platz   |
| 2020/21      | Frisch auf Göppingen         | 1. Bundesliga | 30       | 23       | 7. Platz    |
| 2021/22      | HSV Hamburg                  | 1. Bundesliga | 23       | 28       | 14. Platz   |

### Nationalmannschaft
| Saison  | Anzahl | Art der Spiele     | Feldtore |
| ------- | ------ | ------------------ | -------- |
| 2016/17 | 2      | Freundschaftsspiel | 3        |

## Sportliche Erfolge
- 2009 B-Jugend süddeutscher Meister (VfL Pfullingen)
- 2010 A-Jugend süddeutscher Vize-Meister (VfL Pfullingen)
- 2011 A-Jugend süddeutscher Vize-Meister (VfL Pfullingen)
- 2012 Aufstieg in die 1. Bundesliga (TV Neuhausen)
- 2015 Aufstieg in die 1. Bundesliga (HC Erlangen)
- 2017 Wahl zum Spieler der Saison des Vereins (HC Erlangen)

## Soziales Engagement
Seit Juni 2020 engagiert sich Nicolai Theilinger im ehrenamtlichen Verein Asha Varadhi e. V., welcher aus seinem Heimatort Köngen stammt. Nicolai Theilinger besitzt neben der Mitgliedschaft auch mehrere Patenschaften in Indien. Der Verein möchte eine Brücke der Hoffnung nach Indien bauen und unterstützt Hilfsbedürftige in finanzieller und moralischer Form. Darüber hinaus sind die Gesundheitspflege, die Erziehung und die Volksbildung wichtige Themen. Mit der ehrenamtlichen Arbeit möchte der Verein Asha Varadhi e. V. gleichzeitig auf die Probleme dieser benachteiligten Menschen, insbesondere Kinder und Frauen, durch Öffentlichkeits- und Informationsarbeit darauf aufmerksam machen.